# Бегачу (комуна)
Бегачу (рум. Băgaciu) — комуна у повіті Муреш в Румунії. До складу комуни входять такі села (дані про населення за 2002 рік):
- Бегачу (1342 особи) — адміністративний центр комуни
- Делень (1247 осіб)

Комуна розташована на відстані 244 км на північний захід від Бухареста, 33 км на південний захід від Тиргу-Муреша, 81 км на південний схід від Клуж-Напоки, 117 км на північний захід від Брашова.

## Населення
За даними перепису населення 2002 року у комуні проживали 2589 осіб.
Національний склад населення комуни:
| Національність | Кількість осіб | Відсоток |
| -------------- | -------------- | -------- |
| угорці         | 872            | 33,7%    |
| румуни         | 854            | 33,0%    |
| цигани         | 846            | 32,7%    |
| німці          | 17             | 0,7%     |

Рідною мовою назвали:
| Мова      | Кількість осіб | Відсоток |
| --------- | -------------- | -------- |
| румунська | 1244           | 48,0%    |
| угорська  | 866            | 33,4%    |
| циганська | 464            | 17,9%    |
| німецька  | 15             | 0,6%     |

Склад населення комуни за віросповіданням:
| Релігія                                       | Кількість осіб | Відсоток |
| --------------------------------------------- | -------------- | -------- |
| православні                                   | 1458           | 56,3%    |
| унітарії                                      | 777            | 30,0%    |
| адвентисти                                    | 120            | 4,6%     |
| бретрени                                      | 86             | 3,3%     |
| реформати                                     | 64             | 2,5%     |
| п'ятдесятники                                 | 35             | 1,4%     |
| лютерани (Аугсбурзького сповідання)           | 13             | 0,5%     |
| греко-католики                                | 11             | 0,4%     |
| лютерани                                      | 8              | 0,3%     |
| лютерани (Синодально-пресвітеріанська церква) | 7              | 0,3%     |
| римо-католики                                 | 6              | 0,2%     |
| не релігійні                                  | 2              | 0,1%     |
| баптисти                                      | 1              | < 0,1%   |